# Toshihiro Uchida
Toshihiro Uchida (内田 利広?, Uchida Toshihiro; Prefettura di Nagasaki, 12 agosto 1972) è un ex calciatore giapponese, di ruolo centrocampista.